# Murchison (Australia)
Murchison – miasto w Australii, w stanie Wiktoria.